# Zonneroos
De zonneroos (Cereus pedunculatus) is een zeeanemonensoort uit de familie Sagartiidae. Cereus pedunculatus werd in 1777 voor het eerst wetenschappelijk beschreven door Thomas Pennant. Het wordt gevonden in ondiepe delen van de noordoostelijke Atlantische Oceaan, in de Noordzee en de Middellandse Zee.

## Beschrijving
De basis van deze zeeanemoon is nauw aanhangend. De kolom is vergelijkbaar met die van Sagartia-soorten, maar uitlopend, trompetvormig, naar de brede mondschijf. Er zijn zuignappen op de kolom, meestal met grind eraan vastgeplakt. De tentakels zijn kort en zeer talrijk - meer dan 1000 in grote exemplaren. De diameter van de mondschijf kan 100 mm of meer bedragen. De kolom is typisch grijsbruin, donkerder, bijna paarsachtig boven; soms geelachtig, roze of roodachtig. De mondschijf heeft vaak een patroon en is meestal minutieus gevlekt met wit. Er komen veel kleurvariëteiten voor: bruin, blauwgrijs, geelachtig, meestal bont met paars, zwart, wit, scharlaken, enz. Een effen bruine variëteit is gebruikelijk in sommige regio's.

## Verspreiding en leefomgeving
De zonneroos wordt gevonden in de noordoostelijke Atlantische Oceaan ten zuiden van de Azoren, in de Noordzee en de Middellandse Zee op diepten tot 50 meter. Deze soort is gebruikelijk rond de zuidelijke en westelijke kusten van de Britse Eilanden. Het kan groeien in rotspoelen, vaak met de basis en kolom verborgen in een spleet, of het kan worden gevonden in modderig grind waar het is verankerd aan een steen of ander ondergronds object. In dit geval zijn de tentakels het enige deel dat uitsteekt en kan het hele dier in het substraat worden teruggetrokken als er gevaar dreigt.